# Grumello Cremonese ed Uniti
Grumello Cremonese ed Uniti là một đô thị ở tỉnh Cremona, vùng Lombardia của Italia, có vị trí cách khoảng 60 km về phía đông nam của Milan và khoảng 15 km về phía tây bắc của Cremona. Tại thời điểm ngày 31 tháng 12 năm 2004, đô thị này có dân số 1.913 người và diện tích là 22,2 km².
Grumello Cremonese ed Uniti giáp các đô thị: Acquanegra Cremonese, Annicco, Cappella Cantone, Crotta d'Adda, Pizzighettone, Sesto ed Uniti.